# Marquesado de Dos Hermanas
El marquesado de Dos Hermanas es un título nobiliario español creado por el rey Carlos II por decreto del 31 de diciembre de 1673 y Real Despacho de 8 de octubre de 1679, con el Vizcondado previo de la misma denominación, a favor de Alonso de Pedrosa y Casaus. La villa de Dos Hermanas había sido comprada por el capitán Pedro de Pedrosa a la Corona.
Su nombre se refiere al municipio andaluz de Dos Hermanas, en la provincia de Sevilla.

## Señores de Dos Hermanas
- Pedro de Pedrosa, I señor de Dos Hermanas, villa comprada a la Corona,[2] casado con Blanca de Casaus.[1]

## Marqueses de Dos Hermanas
- Alonso de Pedrosa y Casaus, I marqués de Dos Hermanas, «compró el título en 1679 gracias a la gran fortuna heredada de su padre, el capitán Pedro de Pedrosa, por el comercio con Indias»,[3] y maestrante de Sevilla.[1]

Casó con su prima María de Casaus Fuentes y Ponce de León. Sucedió su hijo:
- Pedro Manuel de Pedrosa-Casaus Fuentes, II marqués de Dos Hermanas[3] y regidor de Sevilla.[1]

Casó con Rosa Villamarín. Sucedió su hijo:
- Vicente de Pedrosa-Casaus y Villamarín (Sevilla, 15 de septiembre de 1714-10 de junio de 1793), III marqués de Dos Hermanas.[1]

Contrajo matrimonio en Sevilla en 1743 con Luisa de los Cobos y con quien tuvo seis hijos, entre ellos, Pedro, que sucedió en el título y después de la muerte de este, sucedió otro hijo, José de Pedrosa, que sería V marqués.
- Pedro de Pedrosa y de los Cobos, IV marqués de Dos Hermanas.[3] Sucedió su hermano:[1]

- José de Pedrosa y de los Cobos, V marqués de Dos Hermanas.[3] Sucedió su hermano:

- Francisco de Pedrosa y de los Cobos, VI marqués de Dos Hermanas. El título quedó vacante a su muerte y fue rehabilitado por:[1]

- Luis Espinosa de los Monteros y Lerdael, VII marqués de Dos Hermanas, mediante sentencia de la Real Audiencia de Sevilla del 16 de abril de 1822.[1] Era hijo de Luis Espinosa de los Monteros y de María de la Concepción Lerdael y Pedrosa, esta última hija de Paula de Pedrosa y Villamarín, hija del II marqués de Dos Hermanas, casada con Benito Lerdael.[1]

Casó con María del Rosario Rodríguez de Alfaro. Sucedió su hija:
- Rosario Espinosa de los Monteros y Rodríguez de Alfaro, VIII marquesa de Dos Hermanas.[1] Por escrituras de 14 de mayo y 10 de junio de 1866 ante el notario público de Sevilla, José María Verger, y con la renuncia de sus hijos, cedió el título a:[1][2]

- Matías de Velasco y Rojas (La Habana, 23 de diciembre de 1826[1]-23 de enero de 1900), IX marqués de Dos Hermanas, poeta, escritor y  traductor de obras de William Shakespeare.[4] Bautizado en la parroquia del Sagrario de la catedral de La Habana el 6 de febrero de 1827,[1] era hijo de Francisco de Velasco y Niño de San Miguel (n. Cartagena, 7 de marzo de 1788), brigadier de los Reales Ejércitos, caballero de la Orden de San Hermenegildo y gran cruz de la Orden Americana de Isabel la Católica, y de María de la Concepción Rojas-Sotolongo y Armona (La Habana, 1800-1864).[1]

Casó en primeras nupcias el 22 de diciembre de 1853, en La Habana, con Micaela de Hano y Vega (m. 1860) y en segundas con Sofía de Bisso y Zulueta (m. Madrid, 19 de enero de 1931), prima de Eugenia de Montijo. Sucedió su hijo en 1909:
- Matias de Velasco y Bisso (Madrid, ¿?-Madrid, 8 de septiembre de 1935), X marqués de Dos Hermanas.[1][6]

Caso el 8 de septiembre de 1910, en Madrid, con María de los Dolores de Armenteros y Domínguez de Alcahud (La Habana, 22 de septiembre de 1890-Madrid, 8 de noviembre de 1945). Fueron padres de dos hijos que no sucedieron en el título: Jaime (asesinado en Madrid el 8 de septiembre de 1938); y María de los Dolores Velasco y Armenteros (m. Madrid, 26 de agosto de 1936).
Rehabilitado en 1964
- María del Carmen Bartolomé y de Velasco, XI marquesa de Dos Hermanas. Rehabilitó el título el 11 de septiembre de 1964.[2][7]